# Count Three & Pray
| Оценки критиков | Оценки критиков |
| Источник        | Оценка          |
| --------------- | --------------- |
| Allmusic        | [ 1 ]           |

Count Three & Pray — четвёртый студийный альбом американской нью-вейв-группы Berlin, выпущенный в октябре 1986 года на лейбле Geffen Records. Сингл с этого альбома «Take My Breath Away» стал саундтреком к фильму «Лучший стрелок» (англ. Top Gun). Пластинка заняла 61 место в американском чарте Billboard 200 и 35 место в британском чарте UK Albums Chart.

## Список композиций
Автор всех песен — Джон Кроуфорд, за исключением отмеченных.
1. «Will I Ever Understand You» 4:42
2. «You Don’t Know» 4:28
3. «Like Flames» (Роб Брилл) 5:07
4. «Heartstrings» (Брилл, Кроуфорд, Терри Нанн, Мэтт Рейд) 4:13
5. «Take My Breath Away» (Джорджо Мородер, Том Уитлок) 4:12
6. «Trash» 3:39
7. «When Love Goes to War» (Брайан Фейрвезер) 4:12
8. «Hideaway» (Кроуфорд, Чэс Санфорд) 5:08
9. «Sex Me, Talk Me» 4:43
10. «Pink and Velvet» (Нанн, Рик Олсен) 6:41

## Позиция в чартах
| Чарт (1986)              | Позиция |
| ------------------------ | ------- |
| Canadian Albums Chart    | 85      |
| German Albums Chart      | 1       |
| New Zealand Albums Chart | 20      |
| Swedish Albums Chart     | 40      |
| UK Albums Chart          | 32      |
| US Billboard 200         | 61      |

## Участники записи

### Berlin
- Терри Нанн[англ.]: вокал
- Рик Олсен: ведущая гитара
- Дэвид Даймонд: ритм-гитара, синтезаторы
- Мэтт Рейд: синтезаторы, клавишные
- Джон Кроуфорд: бас-гитара, синтезаторы
- Роб Брилл: ударные, перкуссия

### Дополнительный персонал
- Гари Барлоу, Боб Эзрин, Грэг Куэн, Энди Ричардс[англ.], Питер Робинсон, Джун Сато: клавишные
- Джин Блэк, Стив Догерти, Эллиот Истон, Дэвид Гилмор, Алан Мерфи[англ.], Тед Ньюджент, Кейн Робертс, Грэг Райт: гитары
- Патрик О'Хирн[англ.]: бас-гитара, безладовая бас-гитара
- Луис Джардим[англ.], Осаму Китаяма, Масаказу Йошизама: перкуссионные
- Ричард Найлс[англ.]: оркестровые аранжировки
- Art Damage Choir, Джон Батдорф, Уильям Батстоун, Лэнс Эллингтон[англ.], Джордж Меррилл, Тэсса Найлс[англ.]: дополнительный вокал

## Производственный персонал
- Боб Эзрин, Berlin, Джорджо Мородер: продюсеры
- Джефф Беннетт, Чарли Брокко, Дэйв Конкорс, Боб Эзрин, Пол Гомерсалл, Тед Хайтон, Питер Льюис, Стив Лайон, Боб Митхофф, Том Нист, Майкл Розен, Стивен Страссман, Дэвид Тикл, Том Уайтлок: звукоинженеры
- Боб Эзрин, Джорджо Мородер, Брайан Ривз, Майк Шипли, Дэвид Тикл: микширование
- Стивен Маркусен: мастеринг